# ابوعبدالله جنیدی
ابوعبدالله محمّد بن عبدالله شناخته شده به جْنَیدی شاعر ایرانی دوزبانهٔ دستگاه صاحب بن عباد بود. او به دو زبان فارسی و عربی شعر می‌سرود. محمد عوفی او را از برترین ادیبان و نمونه‌ای از فاضلان می‌داند و نیرومند در نظم و نثر می‌خواند. ثعالبی هم در یتیمةالدهر از او یاد کرده است. شعر زیر از اوست:
| شب‌گیر صبوح را ز سرگیر     |  | بر بانگ خروس و نالهٔ زیر    |
| خورشید که برزند سر از کوه |  | آن به که خورد ز جام تشویر  |
| از جام به جامهٔ شبانگاه    |  | وز جامه به جام رو به شب‌گیر |
| شیراست غذای کودک خرد      |  | شیره‌است غذای مردم پیر      |

## منبع
- محمد دبیر سیاقی، پیشاهنگان شعر پارسی، شرکت انتشارات علمی و فرهنگی
- لغتنامه دهخدا